# 盈江关木通
盈江关木通（学名：Isotrema hainanense subsp. yingjiangense）是马兜铃科关木通属植物海南关木通的变种，是中国的特有植物。分布于中国的云南。
叶近圆形, 叶基浅心形至心形; 檐部开展成喇叭状, 开口朝上, 裂片密被暗红色乳突; 喉部黄色无条纹和斑点; 结蒴果。。